# Kurt Mühlenhaupt

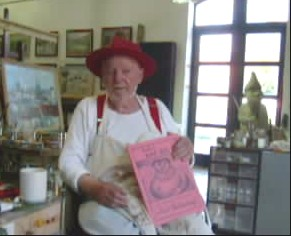
Kurt Mühlenhaupt in seinem Atelier, 2004

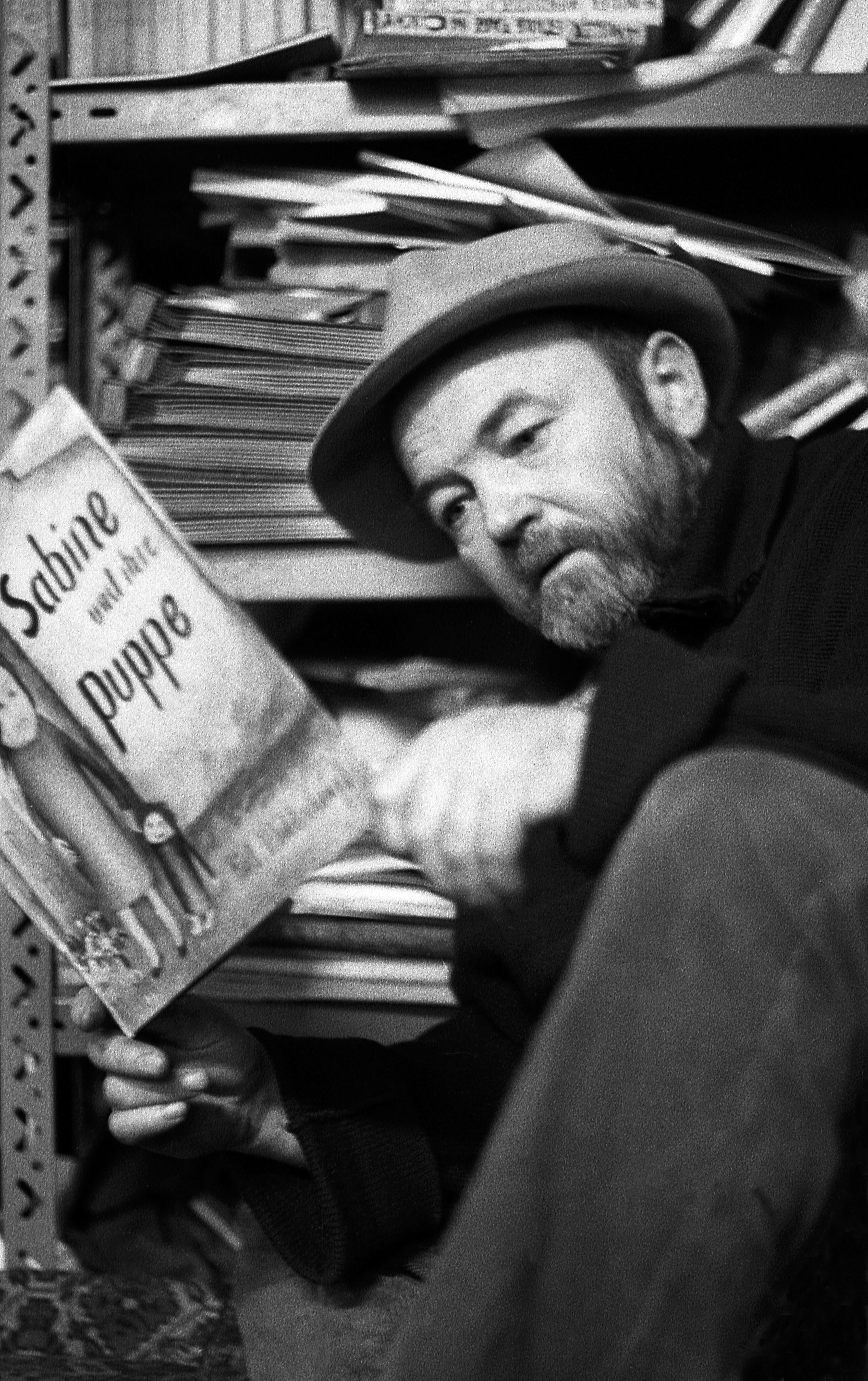
Kurt Mühlenhaupt, 1974

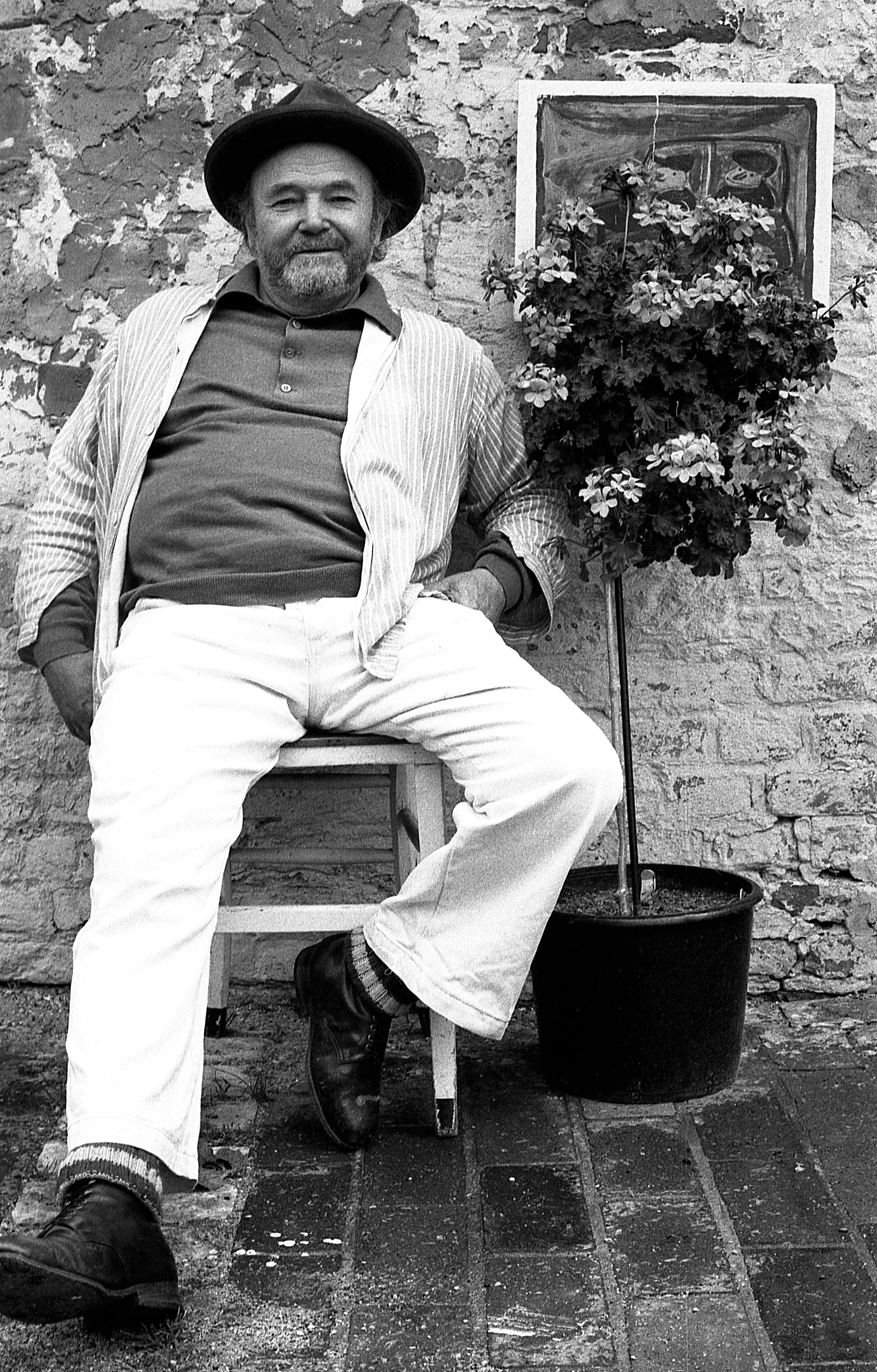
Kurt Mühlenhaupt, 1985

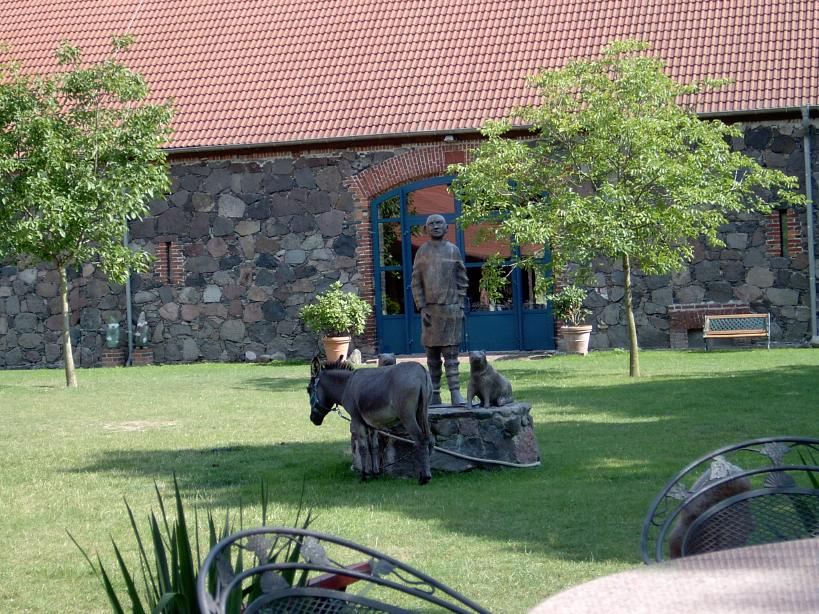
Kurt Mühlenhaupt Museum: Hofansicht mit Esel Dona Joana

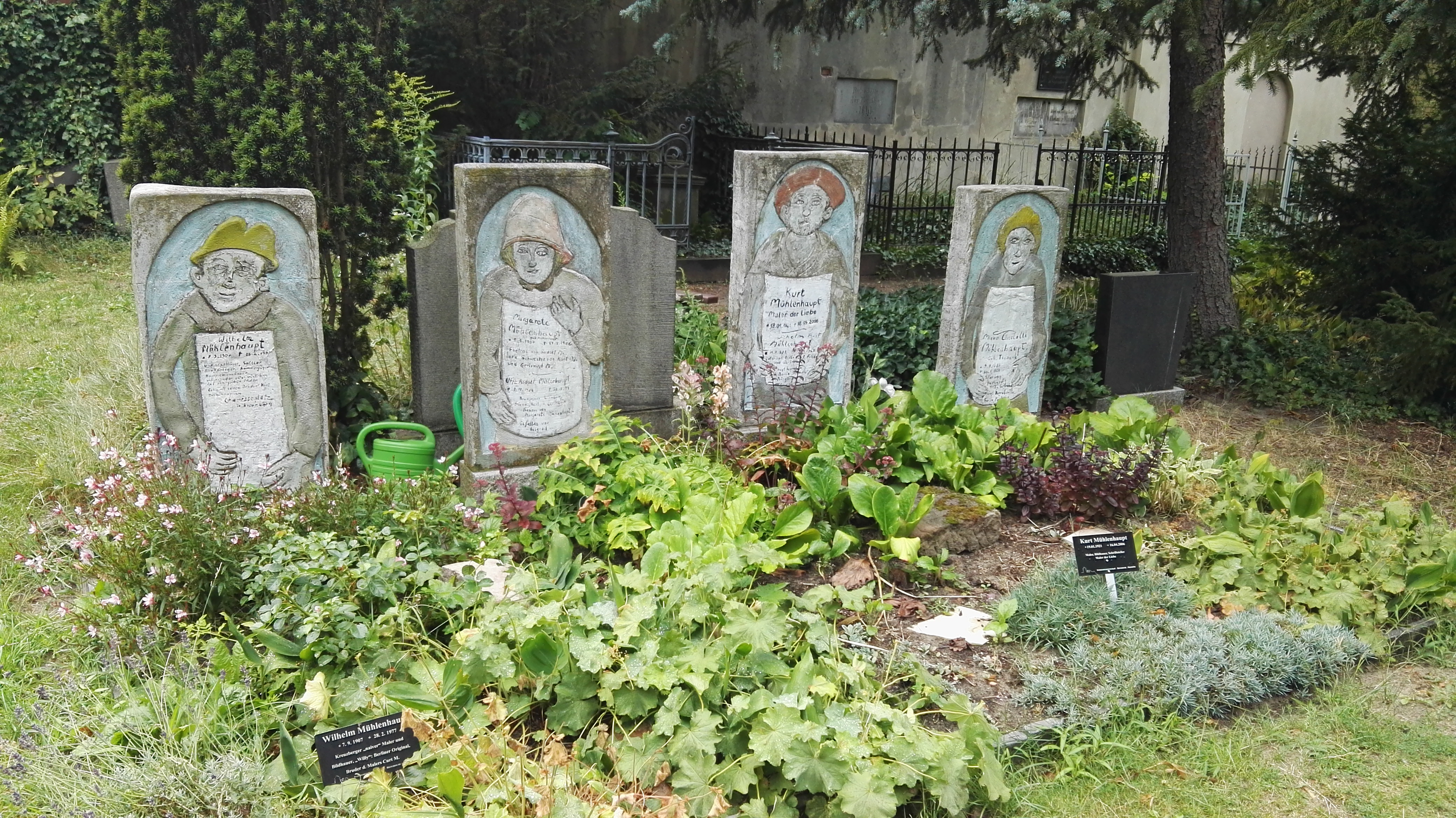
Grabanlage der Familie Mühlenhaupt in Berlin-Kreuzberg mit Kurt Mühlenhaupts Grabstein als zweitem von rechts

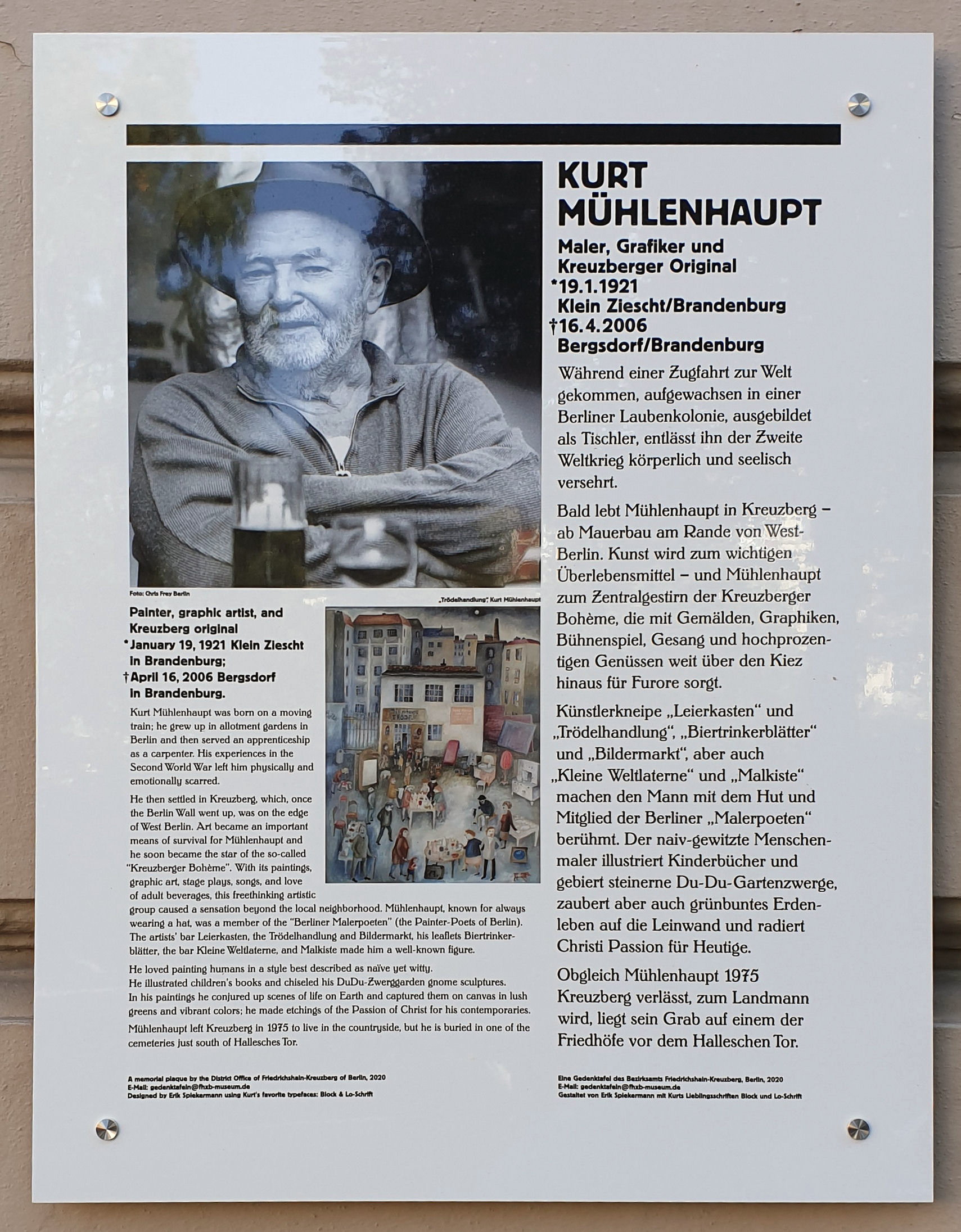
Gedenktafel am Haus, Chamissoplatz 8, in Berlin-Kreuzberg

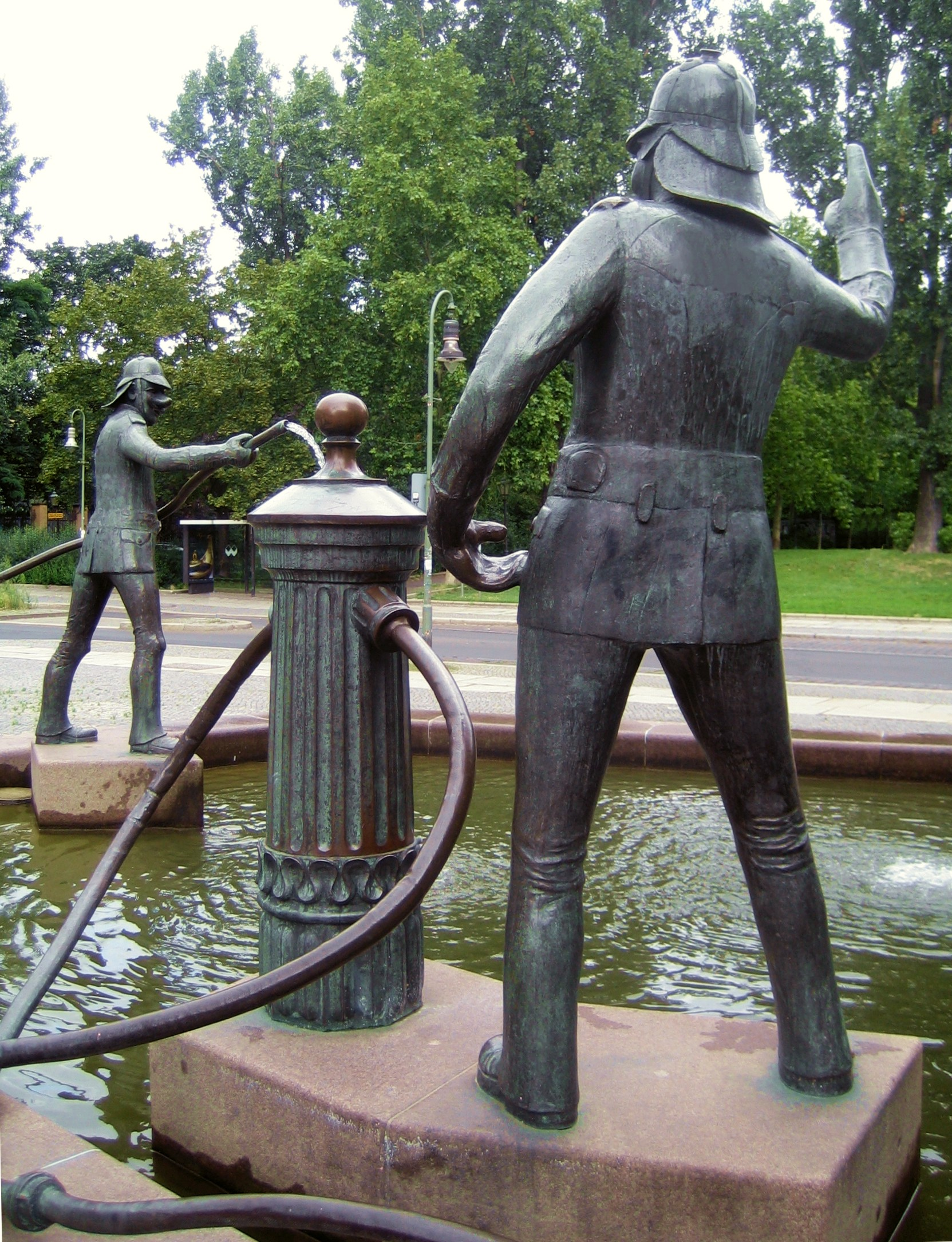
Feuerwehrbrunnen beim Mariannenplatz in Berlin-Kreuzberg

Kurt Mühlenhaupt (* 19. Januar 1921 in Klein Ziescht, Kreis Jüterbog-Luckenwalde; † 16. April 2006 in Zehdenick, Ortsteil Bergsdorf) war ein deutscher Maler, Bildhauer und Schriftsteller. Er wurde als Kreuzberger Milieu-Maler bekannt und gehörte zu der 1972 gegründeten Gruppe der Berliner Malerpoeten, einer Gemeinschaft von malenden Schriftstellern wie Günter Grass, Aldona Gustas, Artur Märchen, Nepomuk Ullmann und Wolfdietrich Schnurre.

## Leben
Kurt Mühlenhaupt kam während einer Eisenbahnfahrt auf der Strecke von Prag nach Berlin zur Welt. Als Geburtsort wurde das bei der Geburt nächstgelegene Dorf Klein Ziescht in seiner Geburtsurkunde eingetragen. Die Familie lebte in einer Laubenkolonie in Berlin-Tempelhof. Schon als Kind malte er Tiere für seine Freunde und hatte schon mit zwölf Jahren das Ziel, ein Maler zu werden.

### Zweiter Weltkrieg
Nach der Schulausbildung und einer Lehre zum Modellbauer wurde er als Fallschirmjäger ausgebildet und zunächst in Narvik (Norwegen) eingesetzt. Beim Absprung über Kreta verwundete eine Kugel sein linkes Handgelenk, das Gelenk blieb für immer steif. Während der Krankenhausaufenthalte malte er weiter. Folgerichtig begann er 1943 ein Kunststudium in Berlin. Nach einer weiteren Kriegsverwundung besuchte er ein Jahr lang die private Kunstschule des Westens, die er nach mehreren Enttäuschungen und einem psychischen Zusammenbruch wieder verließ. Im letzten Kriegsjahr wurde Mühlenhaupt als „Krüppel“ wieder eingezogen und überlebte seinen Einsatz nur mit Glück, sein linkes Fersenbein wurde zerfetzt.
Seine Erlebnisse während des Zweiten Weltkrieges konnte er nur schwer verarbeiten, so dass diese ihn lebenslang körperlich und psychisch belasteten. 1994 brach eine alte Kriegsverwundung wieder auf, die ihn zwei Jahre lang ans Bett fesselte.

### Nachkriegszeit
Von 1946 bis 1948 studierte er an der Berliner Hochschule der Künste. 1946 nahm er schon mit großem Erfolg an der Ausstellung „Junge Generation“ teil. Sein Ansinnen, 1948 ein Schüler von Karl Schmidt-Rottluff zu werden, lehnte dieser ab: „Aus Ihnen wird nie ein Maler, Sie sind zu grau.“ Nach dem daraus resultierenden psychischen Zusammenbruch und einem langen Klinikaufenthalt in der Psychiatrie arbeitete er danach als Tierzüchter, Trödelhändler sowie als Leierkastenmann und begann schon bald, wieder als Autodidakt zu malen. Seine damals bevorzugten Motive waren Porträts von Menschen aus dem Arbeitermilieu. Enttäuscht von den Entwicklungen in der DDR siedelte die Familie 1956 von Berlin-Karow nach Marienfelde über.

### Kreuzberg und Kladow
1958 zog er mit seiner Familie nach Kreuzberg um. Im Trödler- und Gaststättengeschäft fand er viele Anregungen für neue Bilder, die eben „typisch aus Kreuzberg“ waren. Als Milieu-Maler wurde er oft mit Otto Nagel und Heinrich Zille verglichen. 1960 nahm er erstmals an der Großen Berliner Kunstausstellung teil, was seinen Namen auch über die Grenzen Kreuzbergs hinweg bekannt machte. 1961 gründete er das Künstlerlokal „Leierkasten“ in Kreuzberg. In diesem Lokal, welches an der Straßenecke Baruther/Zossener Straße gegenüber der Friedhöfe am Halleschen Tor lag, verkehrten neben den oben genannten Künstlern auch Günter Bruno Fuchs, Natias Neutert, Robert Wolfgang Schnell und Artur Märchen.
Mit seinem Umzug 1970 in sein neues Atelier Chamissoplatz 8 konnte er erstmals nur von seiner Malerei leben. Stilistisch changieren seine Werke zwischen naiver Malerei und Expressionismus.
1975 kaufte Kurt Mühlenhaupt einen ehemaligen Bauernhof in Kladow einem südwestlichen Ortsteil von Berlin, mit eher landlich-dörflichem Charakter. Hier richtete er sein Atelier ein und lebte und wirkte an diesem Ort bis zu seinem Umzug nach Bergsdorf-Zehdenick (Nähe Oranienburg).
Kurt Mühlenhaupt wirkte auch in zwei Filmen von Ulrich Schamoni mit: in Quartett im Bett von 1968 (mit Ingo Insterburg und Karl Dall) und gemeinsam mit seinem Bruder im Film Mein Bruder Willi (1972/1973).
Von seinen keramischen und bildhauerischen Arbeiten künden heute noch seine „Dudu-Zwerge“ und der „Feuerwehrbrunnen“ (1981) auf dem Mariannenplatz in Kreuzberg.

### Bergsdorf
Bereits in den 1970er Jahren machte Mühlenhaupt Ausflüge in die Berliner Umgebung. Ihn begeisterte besonders die Landschaft an der oberen Havel mit ihren weiten Feldern, Wiesen und Straßen. Nach der Wende baute er mit seiner Ehefrau Hannelore in Bergsdorf bei Zehdenick einen alten Gutshof aus, den er als neues Wohndomizil, Atelier, Galerie und Veranstaltungsort nutzte. Dort war bis Sommer 2019 das Kurt Mühlenhaupt Museum zu Hause. Seine auf elf Bände angelegte Autobiografie, entsprechend der Anzahl der Buchstaben seines Namens, konnte er nicht mehr vollenden. Sie endet 2004 mit Band X (P), der die Reiseerlebnisse zwischen 1970 und 1989 zum Inhalt hat.
Seit Juli 2020 befindet sich das Museum in der Fidicinstraße in Berlin-Kreuzberg.

## Tod und Grabstätte
Nach dem Tod von Willi Mühlenhaupt (1907–1977), der auf dem Böhmisch-Lutherischen Bethlehems-Friedhof in Kreuzberg beigesetzt wurde, gestaltete Kurt Mühlenhaupt dort ab 1978 eine Grabanlage für den Bruder, sich selbst und weitere Familienmitglieder, die hier ihre letzte Ruhestätte finden sollten. Ursprünglich handelte es sich um vier Edelstahlstelen mit montierten Emaillebildern. Nachdem die Porträts Mitte der 1980er Jahre gestohlen worden waren, entwarf Mühlenhaupt als Ersatz vier Betonstelen mit farbigen Porträts im naiven Stil. Die Inschriften verweisen im oberen Bereich auf die hier tatsächlich Bestatteten, unten auf weitere Familienmitglieder, die woanders ruhen.
Kurt Mühlenhaupt starb 2006 im Alter von 85 Jahren in Zehdenick. Beigesetzt wurde er in der von ihm selbst entworfenen Grabanlage auf dem Friedhof der Bethlehemsgemeinde (Friedhöfe vor dem Halleschen Tor). Auf Beschluss des Berliner Senats ist die letzte Ruhestätte von Kurt Mühlenhaupt seit 2018 als Ehrengrab des Landes Berlin gewidmet. Die Widmung gilt zunächst für die übliche Frist von zwanzig Jahren, kann anschließend aber verlängert werden.

## Gedenken zum 100. Geburtstag
Anlässlich des 100. Geburtstags am 19. Januar 2021 gab die Kreuzberger Chronik ein Sonderheft unter dem Titel Kurt Mühlenhaupt Extrablatt (No. VIII – Winter 2020/2021) heraus, das im Abschnitt Das Mühlenhauptjahr im Überblick die geplanten Ausstellungen und Veranstaltungen aufführt, darunter die Ausstellung in den Mühlenhaupt Höfen der Kreuzberger Fidicinstraße im Bergmannkiez.
Das Kurt Mühlenhaupt Museum veröffentlichte am 19. Januar 2021 den Audioguide Auf Kurt Mühlenhaupts Spuren durch Kreuzberg, der von Katharina Thalbach eingesprochen wurde. Eine Übersicht der über das Jahr geplanten Aktionen wurde in der Presse veröffentlicht. Ein Übersichtsflyer zeigt die Zeiten und Stationen der geplanten Veranstaltungen. So wird Mühlenhaupts Freund und Drucker Hugo Hoffmann samstags Führungen auf Mühlenhaupts Spuren durch Kreuzberg anbieten.

## Ausstellungen (Auswahl)

### Einzelausstellungen
- Curt Mühlenhaupt – Ölbilder, Zeichnungen, Monotypien, Das Berliner Kunstkabinett Karl Berthold, Berlin 1962.
- Curt Mühlenhaupt, Galerie im Centre, Göttingen 1965.
- Kurt Mühlenhaupt, Haus am Lützowplatz. Kurt Mühlenhaupt stellt aus was er für Kunst hält als da wären Bücher Bilder & Zeichnungen. Anlässlich seines 50. Geburtstages, Haus am Lützowplatz (Förderkreis Kulturzentrum Berlin e. V.), Berlin 1971.
- Kurt Mühlenhaupt, Ausstellung zu seinem 60. Geburtstag, Staatliche Kunsthalle Berlin 1981.
- Kurt Mühlenhaupt, Berliner Bilder, Kunstamt Tempelhof / Ladengalerie, Berlin 1987.
- Kurt Mühlenhaupt stellt aus, Kleine Weltlaterne, Berlin 1987.
- Kurt Mühlenhaupt, Zum 60. Geburtstag, Otto-Nagel-Haus / Ladengalerie, Berlin 1981.
- Kurt Mühlenhaupt, Algarve mit Öl und Wasserfarben gemalt in Pastell und Bronze, Centro Cultural São Lourenço, Algarve, Portugal 1994.
- Kurt Mühlenhaupt, Zum 75. Geburtstag, Kirche zum Heiligen Kreuz, Berlin 1996.
- Kurt Mühlenhaupt, Ausstellung neuer Bilder und Einweihung der Feldsteinscheune, Museum Bergsdorf 1996.
- Kurt Mühlenhaupt, Malerpoet, GEHAG-Forum, Berlin 1996.
- Kurt Mühlenhaupt, Ölbilder, Grafiken, Bücher und Plastiken, Kunstkreis Schenefeld, Schenefeld 1997.
- Kurt Mühlenhaupt, Centro Cultural São Lourenço, Algarve, Portugal 1997.
- Kurt Mühlenhaupt, Obras Recentes, Centro Cultural São Lourenço, Algarve, Portugal 1999.
- Kurt Mühlenhaupt, Der Erzähler, Zeichner und Maler, GEHAG-Forum, Berlin 2000.
- Kurt Mühlenhaupt, Der Mann mit dem roten Hut, Ansichten der Mark Brandenburg, Menschenbilder und Florales, Dorfkirche zu Glambeck, Glambeck 2000.
- Kurt Mühlenhaupt zeigt zu seinem 80. Geburtstag Skulpturen und neue Zwerge in der Feldsteinscheune, Museum Bergsdorf 2001.
- Kurt Mühlenhaupt, Centro Cultural São Lourenço, Algarve, Portugal 2001.
- Maler der Liebe, Kurt Mühlenhaupt zum 80. Geburtstag, Stiftung Stadtmuseum Berlin, Museum Nikolaikirche, Berlin 2001.
- Kurt Mühlenhaupt zum 85. Geburtstag, Ausstellung im Kuppelsaal des Käthe-Kollwitz-Museums, Berlin 2006.

### Beteiligungen
- Junge Generation, Werke des Nachwuchses Berlin, ausgestellt wurden von Kurt Mühlenhaupt: Die weiße Farm im Atlas-Gebirge (Aquarell) und Blick aus dem Fenster (Kreidezeichnung), Magistrat der Stadt Berlin, Abteilung Volksbildung in Zusammenarbeit mit dem Schutzverband bildender Künstler, Adolf Behne, Berlin 1946.
- Kunst in Berlin von 1960 bis heute, Berlinische Galerie, Berlin 1981.
- Kinderleben, Kulturwerk des Berufsverbandes Bildender Künstler, Berlin 1982.
- Kunst im Kartellamt Bundeskartellamt, Berlin 1985.
- Aktuelle Berliner Kunstszene in der Staatlichen Kunsthalle Berlin, Staatliche Kunsthalle Berlin 1987.
- Stadtbilder. Berlin in der Malerei vom 17. Jahrhundert bis zur Gegenwart, Berlin Museum, Berlin 1987.
- Versteigerung zugunsten der Berliner Aids-Hilfe, mit Martin Assig, Elvira Bach, Ulrich Baehr, Frank Badur, Lilli Engel, Gustavo, Falko Hamm, Matthias Koeppel, Ingo Kühl, Henning Kürschner, Brigitte und Martin Matschinsky-Denninghoff, Raffael Rheinsberg, HA Schult, Klaus Vogelgesang, Trak Wendisch, Michael Wewerka u. a., Grand Hotel Esplanade, Berlin 1992.
- Lange Nacht der schwarzen Kunst, Kreuzbergmuseum, Berlin 1998.
- Para / for / für Volker – 36 artistas prestam homenagem a / 36 artists pay their hommage to / 36 Künstler gedenken Volker Huber, mit Karsten Fuge, Günter Grass, Ingo Kühl, Helge Leiberg, A. R. Penck, Georg Scheele, Volker Stelzmann (für BRD), Centro Cultural São Lourenço, Algarve, Portugal 2005.
- Land, Stadt, Land – Blicke auf Berlin und Brandenburg – Bilder aus der Sammlung des Rundfunk Berlin-Brandenburg, mit Otto Antoine, Ralf Berger, Manfred Besser, Lutz Brandt, Manfred Butzmann, Christo, Klaus Fußmann, Rolf Händler, Thomas Hartmann, Ingo Kühl, Harald Metzkes, Arno Mohr, Karl Oppermann, Barbara Raetsch, Frank Rödel, Karin Sakrowski, Hans-Otto Schmidt, Herbert Tucholski, Ulla Walter u. a., Kunstgalerie Altes Rathaus, Fürstenwalde 2016.
- Mühlenhaupt trifft Schinkel und Schadow, Berlin 2021.

## Auszeichnungen
- 1991: Verdienstorden des Landes Berlin

### Nachrufe
- Jens Hinrichsen: Ich male, also bin ich. In: Tagesspiegel. 18. April 2006 (archive.org).
- Ingeborg Ruthe: Mit Hut vorm Brandenburger Tor. Der Berliner Malerpoet Kurt Mühlenhaupt ist tot. In: Berliner Zeitung, 18. April 2006
- Uwe Sauerwein: Frei nach Schnauze. In: Berliner Morgenpost, 18. April 2006. „Kurt Mühlenhaupt ist tot. Mit dem Maler verliert Berlin ein weiteres seiner Originale.“
- Claudia Fuchs: Kurtchen – Adieu. Der Maler Kurt Mühlenhaupt wurde in Kreuzberg beigesetzt. In: Berliner Zeitung, 24. April 2006